# James G. Mead
James Glen (Jim) Mead (* 6. Mai 1943 in Port Angeles, Washington) ist ein US-amerikanischer Cetologe, der sich vornehmlich mit Schnabelwalen und Delfinen befasst.

## Leben
Mead schrieb sich nach seinem Abschluss an der Olympia High School an der Yale University ein, wo er 1965 einen Bachelor-Abschluss in Biologie und Geologie erwarb. 1968 graduierte er zum Master of Arts in Geologie an der University of Texas at Austin mit einer Arbeit über die Beschreibung einer permischen Wirbeltierfauna. Während seines Doktoratsstudium in Evolutionsbiologie an der University of Chicago, das er 1972 abschloss, arbeitete er drei Jahre lang auf einer kanadischen Walfangstation in Neufundland. Seine Dissertation Anatomy of the external nasal passages and facial complex in the Delphinidae (Mammalia, Cetacea)  behandelte die Gesichtsanatomie von Delfinen.
1972 wurde Mead Kurator für Meeressäuger am National Museum of Natural History der Smithsonian Institution, ein Amt, das er bis 2010 innehatte, als er als Kurator emeritus in den Ruhestand ging.
Meads Forschung umfasst die Evolution und Wechselbeziehungen zwischen Walen und Delfinen sowie die funktionelle Anatomie sowie Verbreitung und Biologie von Walen und Delfinen im westlichen und nördlichen Atlantik. Weiter veröffentlichte anatomische und systematische Studien über Schnabelwale, darunter die Erstbeschreibungen zum Peruanischen Schnabelwal, zum Perrin-Schnabelwal und zu den Schnabelwalarten Berardius minimus und Mesoplodon eueu. 1989 verfasste er die Beiträge über die Zweizahnwale im Werk Handbook of Marine Mammals von Sam H. Ridgway und Richard J. Harrison. 1993 und 2005 schrieb er in Zusammenarbeit mit Robert L. Brownell, Jr. das Kapitel über die Wale und Delfine im Standardwerk Mammal Species of the World. 2017 veröffentlichte er gemeinsam mit Richard Ellis einen Bestimmungsführer über Schnabelwale.

## Dedikationsnamen
2007 wurde der Saugwurm Cetritrema meadi, der beim Gervais-Zweizahnwal (Mesoplodon europaeus) parasitiert, nach James G. Mead benannt. 2018 wurde die fossile Walart Salichicethus meadi und im selben Jahr die fossile Delfinart Yaquinacetus meadi, beide aus dem Oligozän, nach ihm benannt.

## Schriften
- Anatomy of the External Nasal Passages and Facial Complex in the Delphinidae (Mammalia: Cetacea). In: Smithsonian Contributions to Zoology. Nr. 207, 1975, S. 1–35, doi:10.5479/si.00810282.207.
- mit William A. Walker, Warren J. Houck: Biological observations on Mesoplodon carlhubbsi (Cetacea, Ziphiidae). In: Smithsonian Contributions to Zoology. Nr. 344, 1982, S. 1–25, doi:10.5479/si.00810282.344.
- mit Matthew P. Hare: Handbook for the Determination of Adverse Human-Marine Mammal Interactions from Necropsies. In: North West and Alaska Fisheries Center (Hrsg.): NWAFC Processed Report. März 1987, S. 1–46.
- mit R. Ewan Fordyce: The Therian skull: A Lexicon with emphasis on the Odontocetes. In: Smithsonian Contributions to Zoology. Nr. 627, 2009, S. 1–249, doi:10.5479/si.00810282.627.
- mit Richard Ellis: Beaked Whales: A Complete Guide to Their Biology and Conservation. Johns Hopkins University Press, Baltimore 2017, ISBN 978-1-4214-2182-7.